# Dulle Griet (cannone)
Il Dulle Griet (che prende il nome dalla strega del folklore fiammingo), conosciuto anche come Groten Rooden duyvele (Grande Diavolo Rosso) per via del suo colore è un cannone medievale costruito a Mons. La città produsse tre diversi cannoni: uno si trova ora in Scozia, a Edimburgo e ha preso il nome di Mons Meg, un altro era in Francia ma è andato perduto. La bombarda venne costruita in ferro battuto nella prima metà del XV secolo e fu ricavata partendo da 32 barre longitudinali racchiuse da 61 anelli. Venne impiegato nel 1452 dalla città di Gand per l'assedio di Oudenaarde, ma finì nelle mani dei difensori durante la ritirata e venne restituita alla città solamente nel 1578.